# Patrik Sandell
Patrik Sandell, född 1982, är en svensk rallyförare från Östersund.
Sandell blev juniorvärldsmästare 2006.
2008 körde han både i Junior-VM (Junior World Rally Championship) och PWRC (Production World Rally Championship) under en och samma säsong, vilken ingen förare tidigare gjort.
Mellan åren 2009 och 2011 tävlade Sandell för österrikiska Red Bull Rally Team och körde en Škoda Fabia Super 2000. Han inledde säsongen med att vinna Rally Norway, vilket blev den första VM-segern i PWRC-klassen någonsin för en Super 2000-bil.
År 2012 körde Sandell för MINI i Prodrive World Rally Team.
Till säsongen 2013 tog Sandell ett nytt steg i sin karriär genom att byta från Rally till Rallycross och serien Global RallyCross där han kör för Subaru USA. Global rallycross lades ned efter 2017 års säsong och under 2018 kör Sandell utvalda rallytävlingar i amerikanska mästerskapet för Subaru USA.

## Meriter

### 2014
- 1:a Midnattssolsrallyt

### 2013
- X Games Gymkhana Grid Silver Medallist
- X Games Rallycross Brons Medallist

### 2012
- 1:a China Rally Championship
- 8:a Rally Sweden WRC

### 2011
- 1:a China Rally Championship
- 3:a Rally Cyprus

### 2010
- 1:a WRC Cup for Red bull Rally Team
- 2:a Super 2000 World Rally Championship
- 1:a Rally Germany, SWRC
- 1:a Rally France, SWRC
- 3:a Rally Finland, SWRC
- Bilsport Award – Swedish Rally Driver of the Year

### 2009
- 4:a Production World Rally Championship
- 1:a Rally Norway, PWRC
- 1:a Rally Cyprus, PWRC
- 2:a Rally de Sardinia, PWRC
- 1:a Sprinter Standings (best stage classifications), PWRC

### 2008
- 4:a Production World Rally Championship
- 3:a Swedish Rally, PWRC
- 2:a Rally of Turkey, PWRC
- 2:a Neste Rally Finland, JWRC
- 2:a Rally of New Zealand, PWRC
- Bilsport Award – Swedish Rally Driver of the Year.

### 2007
- 6:a i junior-VM i rally.
- 1:a Neste Rally Finland, JWRC.
- 2:a Rally Norway, JWRC.

### 2006
- Juniorvärldsmästare
- 5:a Wales Rally GB, JWRC
- 1:a Rally Sardinien, JWRC
- 2:a Uddeholm Swedish Rally, JWRC
- 2:a Rally Argentina, JWRC
- 1:a Snow Rally Sweden, SM

### 2005
- 1:a Svenska Mästerskapet i rally
- 2:a Junior-SM i rally
- 1:a Renault Clio Cup
- 1:a Rally Bohemia i Tjeckien, EM
- 1:a Snow Rally Sweden, EM
- Medlem av Swedish Motorsport Challenge

### 2004
- 2:a Svenska Mästerskapen i rally
- 1:a Junior-SM i rally
- 2:a Renault Clio Cup
- 2:a Snow Rally Sweden, EM
- 1:a Rally Tröndelag i Norge, NM
- Medlem i observationsgrupp för Svenska Rallylandslaget